# José Antonio Yépez Ortiz
José Antonio Yépez Ortiz, dit « El Marro », né le 23 juillet 1980 à San Antonio de Morales au Mexique, est un criminel mexicain qui fut leader du Cartel de Santa Rosa de Lima jusqu'en août 2020.

## Biographie
José Antonio Yépez Ortiz, surnommé « El Marro », nait à San Antonio de Morales, une petite ville de l'État du Guanajuato. Son père est Rodolfo Juan Yépez Godoy et sa mère est María Eva Ortíz. Il a aussi une sœur, nommée Karem Lizbeth Yépez. Il est marié à Karina Mora Villalobos,,.
« El Marro » prend la tête du Cartel de Santa Rosa de Lima, crée par David « El Güero » Rogel Figueroa, et se fait remarquer à la fin de l'année 2017 en publiant une vidéo dans laquelle le CSRL menace le Cartel de Jalisco Nouvelle Génération (CJNG), également présent dans le Guanajuato. Le CSRL est un groupe criminel spécialisé dans le huachicolero (vol et vente illicite de carburant), activité que pratique aussi le CJNG en concurrence.
Le 2 août 2020, l'Armée mexicaine arrête « El Marro » dans l'État du Guanajuato. Il est d'abord retenu à la prison de Puentecillas, Guanajuato à partir du 3 août 2020. « El Marro » est transféré à la prison de haute sécurité de l'Altiplano, située à Almoloya de Juárez, État de Mexico, le 7 août et est inculpé pour enlèvement le 10 août. Le Bureau du procureur général de l'État du Guanajuato annonce, le 14 janvier 2022, que José Antonio Yépez Ortiz a été condamné à 60 ans de prison pour enlèvement aggravé, par un tribunal du Guanajuato. Sa défense fait appel, mais le 8 avril, une cour de justice confirme la sentence de 60 ans d'emprisonnement,,,,,.